# José López Pinillos
José López Pinillos, conocido también como Parmeno (Sevilla, 2 de junio de 1875-Madrid, 12 de mayo de 1922), fue un periodista, dramaturgo y escritor español del naturalismo. Usó igualmente el pseudónimo «Puck».

## Biografía
Su padre y su abuela paterna eran naturales de Santiago de Cuba y su madre de Córdoba, y poseían una posición desahogada. Su infancia transcurrió en Osuna, pero volvió a Sevilla para estudiar la segunda enseñanza y el bachillerato; empezó además la carrera de Derecho en su ciudad natal, pero una serie de reveses económicos en su familia le impidió terminar el último curso por falta de medios. Leyó mucho, y entre sus autores preferidos están Francis Bret Harte, Edgar Allan Poe, León Tolstoi, Fiódor Dostoievski y Charles Dickens. También conocía muy bien a los novelistas populares del XIX. 
En 1898 murió su padre y se trasladó a Madrid para dedicarse al periodismo. Publica algunos relatos en Vida Nueva y tiene algunos roces con Valle-Inclán; en 1900 estrenó su primera obra teatral, El vencedor de sí mismo. En Madrid fue redactor de España (1904) y de El Globo (1902-1903) bajo el seudónimo de "Puck"; en esta última redacción conoció a Azorín y a Baroja (quien dijo que López Pinillos era un maldiciente y hablaba mal de todo el mundo). Pasó de allí a la redacción de La Correspondencia de España. Ascendió a redactor jefe de El Liberal de Bilbao, que dirigió desde 1906. Por entonces se casó con una mujer de Carrión de los Céspedes (Sevilla), Matilde Pardo, con quien tuvo dos hijas. 
Publica algunos relatos en La Ilustración Española y Americana y en 1907 volvió a Madrid para trabajar en El Liberal. Asiste a diversas tertulias e introduce a su amigo Ramón Pérez de Ayala en El Cuento Semanal. Entre 1908 y 1918 fue colaborador del Heraldo de Madrid, donde ya firmó casi siempre con el seudónimo de Pármeno, que hizo popular; fueron particularmente famosas sus entrevistas. Al desagradarle profundamente el giro derechista de Azorín, escribió contra él. Colaboró además en numerosas otras publicaciones (como Alma Española o Faro), pues su pluma fue muy solicitada por el público.
Sus obras dramáticas (Hacia la dicha, 1910; El burro de carga, 1912; Nuestro enemigo, 1913, entre otras), fueron llevadas a escena por las grandes figuras de la época, como Enrique Borrás y María Guerrero. Murió de cáncer de pulmón el 12 de mayo de 1922, sin terminar su pieza La nariz, que concluyen los hermanos Quintero con otro título: Los malcasados.

## Obra

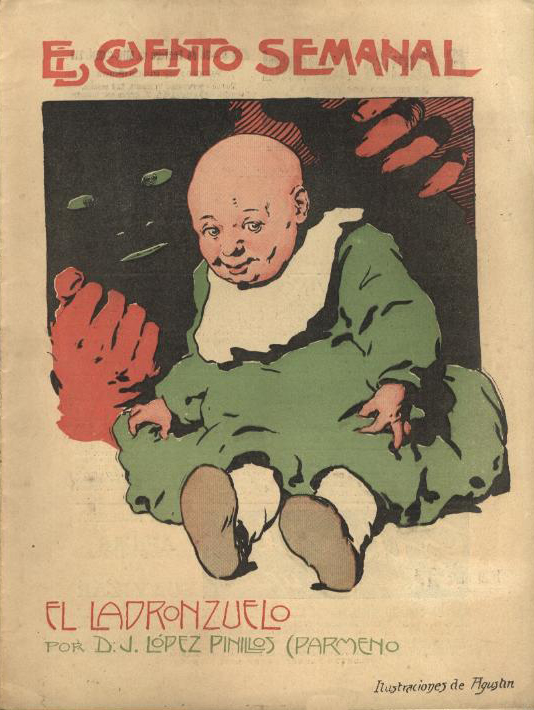
El ladronzuelo (n.º 256 de El Cuento Semanal, 24 de febrero de 1911)

De ideología socializante, se manifiesta seguidor de una estética violentamente realista y aun naturalista. En su obra predominan caracteres y ambientes sombríos, y su vocabulario es crudo y abundante en arcaísmos. Su teatro es efectista y áspero.

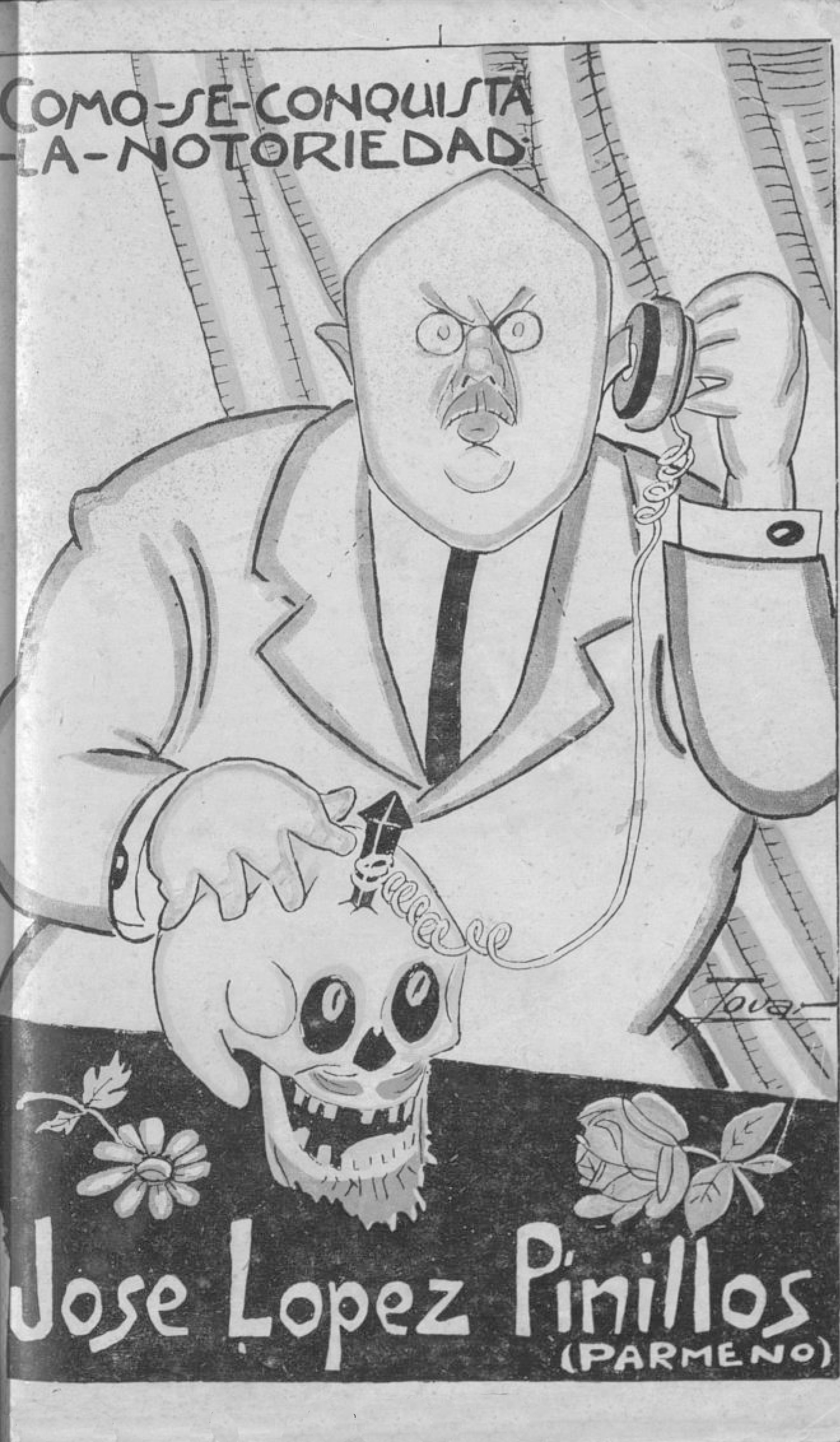
Cómo se conquista la notoriedad (1920). Portada de Tovar.

Castellón divide su obra dramática en dramas rurales y dramas urbanos. En los primeros se observa una acentuada tendencia al tremendismo y la animalización de los personajes, unida siempre a una ideología reformista e incluso regeneracionista. Así en obras como El Pantano, 1913, título que simboliza el ostracismo moral y económico de un pueblo meridional, muy en la línea de Benito Pérez Galdós, referente fundamental en el teatro de este autor. Esclavitud (1918) se sitúa en la estela de El señor feudal de Joaquín Dicenta, pues denuncia sin tapujos el ultraje continuo al que somete un señor feudal a los hombres y mujeres que se encuentran bajo su égida. La red (1921) es un alegato contra el funcionamiento mecánico de la justicia y sobre todo, La tierra (1921) es una especie de Fuenteovejuna de jornaleros y caciques que luchan por la posesión de las fuentes de producción primarias. Los dramas urbanos, menos característicos, giran en torno al honor y la honra, ya sea con un sesgo cómico (Hacia la dicha, 1913, y Los senderos del mal, 1918), ya sea con una impronta de carácter filosófico (La otra vida, 1915).
En cinco de sus novelas cortas (La sangre de Cristo 1907; Frente al mar 1907; Los enemigos 1908; El ladronzuelo 1911 y Cintas rojas 1916) aborda la problemática andaluza de la época, incluso la rivalidad entre provincias, que entonces se reflejaba en los toros, y también supone un glosario de rasgos fonéticos y morfológicos del andaluz con expresiones que ya han desaparecido.
Como escritor ha pasado a la historia por los dramas rurales que escribió entre 1910 y 1920, muy elogiados por Enrique Díez-Canedo. En cuanto a su narrativa, de tema muy semejante, contiene una obra, Cintas rojas (1916), que el crítico Miguel García Posada ha considerado el antecesor directo de La familia de Pascual Duarte y del tremendismo de Camilo José Cela.